# The House That Jack Built (pel·lícula de 2018)
The House That Jack Built és una pel·lícula de slasher psicològic del 2018 escrita i dirigida per Lars von Trier.
És protagonitzada per Matt Dillon, Bruno Ganz, Uma Thurman, Siobhan Fallon Hogan, Sofie Gråbøl, Riley Keough i Jeremy Davies. La seva trama segueix a Jack (Dillon), un assassí en sèrie que, durant un període de 12 anys des de finals dels anys setanta fins als vuitanta, comet nombrosos assassinats a l'estat nord-americà de Washington. Utilitzant l'infern de Dante com a metatext, la pel·lícula s'estructura com una sèrie de vinyetes de flashback retransmeses per Jack al poeta romà Virgili, durant les quals Jack intenta argumentar els seus crims.
Concebuda originàriament com un projecte de televisió per von Trier, The House That Jack Built va començar la producció a Suècia el 2016. La pel·lícula va debutar al Festival de Cannes, marcant el retorn de von Trier al festival després de més de sis anys. The House That Jack Built va rebre comentaris polaritzats de la crítica, amb crítiques dirigides a la seva violència gràfica i el protagonista de la pel·lícula va ser comparat amb Ted Bundy, un assassí en sèrie de la vida real, però amb elogis per l'actuació de Dillon i la direcció de Von Trier.

## Argument
Jack, un arquitecte fracassat a l'estat de Washington dels anys vuitanta, explica com es va convertir en un assassí en sèrie a Virgili, a qui es refereix com a Verge, mentre Verge guia Jack pels nou cercles de l'infern. Cadascun dels crims de Jack, representat a través de flashback, inclou comentaris socials tant de Jack com de Verge.
En el primer incident, Jack es troba en una carretera rural amb una dona ressentida que necessita arreglar el seu gat trencat per reparar un pneumàtic punxat. Accepta portar-la a un taller local per reparar-lo. De camí, ella li diu que sembla un assassí en sèrie i l'insulta. Quan tornen, el gat es torna a trencar. La dona demana que Jack la torni altra vegada al taller. En el segon viatge, ella es retracta dels seus comentaris afirmant que és massa descarat per matar algú. Ofès per les seves maneres, Jack la colpeja amb el gat. Guarda el seu cos en un congelador industrial dins d'una fàbrica.
En el segon incident, Jack entra a casa d'una vídua, Claire, després l'escanya i l'apunyala. Després de netejar el cos, el seu posa a la part posterior del seu cotxe. En lloc de marxar, el seu trastorn obsessivocompulsiu l'obliga a tornar a l'escena del crim per netejar-la diverses vegades, la qual cosa gairebé fa que sigui atrapat per un agent de policia que passa per allà. Jack aconsegueix burlar a l'oficial fent-se passar per un conegut de Claire. A continuació, lliga corrents el cos de Claire a la part posterior de la furgoneta i marxa, arrossegant el seu cos i deixant un rastre de sang. Comença a ploure, netejant el camí, i Jack ho pren com una intervenció divina, creient que Déu està al seu costat. Jack posa el seu cadàver al congelador industrial. Es declara "Sr. Sofisticació" i comença a signar cartes anònimes als mitjans amb aquest sobrenom. També s'acostuma a fotografiar els cadàvers de les seves víctimes i comença a córrer més riscos a mesura que disminueix el seu trastorn obsessivocompulsiu, com ara colpejar impulsivament una dona gran amb la seva furgoneta.
En el tercer incident, Jack porta la seva xicota i els seus dos fills, Grumpy i George, de viatge de caça. Mata els dos fills amb un rifle abans d'obligar la dona a fer un pícnic amb els seus cadàvers. Aleshores, Jack permet que la mare fugi, tot i que ella deliberadament es deixa disparar per Jack. Aleshores, Jack espera que el rigor mortis s'instal·li al cadàver d'en Grumpy i procedeix a convertir-lo en una escultura ondulant amb un somriure espantós.
En el quart incident, Jack es troba en una relació disfuncional amb Jacqueline, a qui abusa psicològicament i verbalment i l'anomena de manera burleta "Simple". Quan li confessa borratxo que ha matat 60 persones, ella no se'l creu. Després que ell marca cercles vermells al voltant dels seus pits amb un retolador, ella s'espanta i s'acosta a un policia, però ell la rebutja per borratxa. Al seu apartament, Jack la lliga abans de tallar-li els pits amb un ganivet. Enganxa un dels pits al cotxe del policia i l'altre en una cartera.
En el cinquè incident, Jack ha mantingut sis homes al seu congelador, amb la intenció de matar-los a tots amb una sola bala. En adonar-se que la seva munició ha estat mal etiquetada, marxa i castiga el propietari de la botiga d'armes abans de visitar un amic, SP. L'SP truca a un agent de policia i Jack apunyala SP a la gola. Espera l'agent i després el mata. Torna al congelador i, en necessitar més espai per enfocar la mira del rifle, obre una porta tancada a l'interior, revelant una segona càmera. A l'interior, coneix Verge, que revela que ha estat observant en Jack al llarg de la seva vida i li recorda que mai no ha construït la casa que pretenia, ja que Jack havia fet diversos intents de construir la seva casa perfecta entre els seus assassinats. Al congelador, Jack disposa els cadàvers congelats que ha recollit al llarg dels anys en forma de casa. Quan la policia entra, Jack entra a la seva "casa" i segueix Verge cap a un forat del terra, entrant a l'infern.
Els dos arriben a una fossa que condueix al novè cercle i al centre de l'infern. En el procés de baixar a l'infern, es mostren imatges sobre el forat superprofund de Kola, en què, segons la llegenda, es van escoltar crits humans de l'inframón, que esmenta Verge. Un pont trencat travessa la fossa. Jack s'adona d'una escala a l'altre costat del pont, que en Verge diu que condueix a la sortida de l'infern. Jack intenta escalar una paret de roca per accedir a l'escala, en contra del consell de Verge, i cau a l'abisme en flames de baix.